# 국가 코드 목록
아래는 국가 코드 목록을 나열해 놓은 것이다:
- ISO 3166-1 (ISO)
- ITU(International Telecommunication Union) 국가 코드
  - 국제전화 나라 번호 E.164
  - 모바일 국가 코드 E.212
  - 해상식별부호(Maritime identification digits, MID)
  - ITU 문자 코드 목록 (무선통신 부문)
- UIC 국가 코드
- GS1 국가 코드 목록
- NATO 국가 코드 목록
- IOC 국가 코드 목록
- FIFA 국가별 코드 목록
- FIPS 국가 코드 목록
- 차량 번호판 코드 목록

## 나라별 국가 코드 목록
A –
B –
C –
D–E –
F –
G –
H–I –
J–K –
L –
M –
N –
O–Q –
R –
S –
T –
U–Z